# Willingale Doe

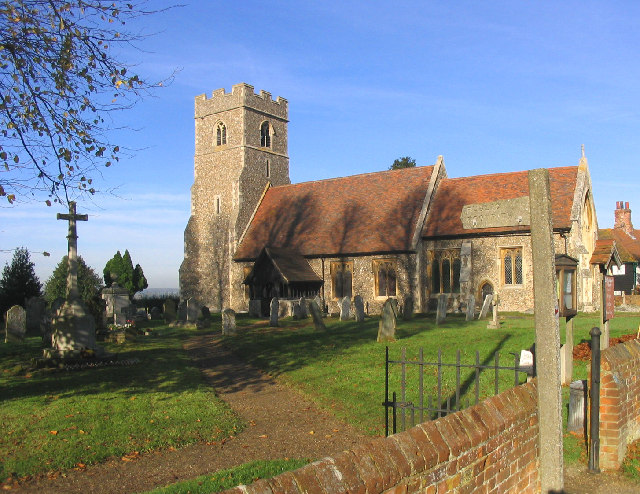
Christoffelkerk van Willingale Doe

Willingale Doe is een dorpje en voormalige parochie in het Engelse graafschap Essex. Samen met Willingale Spain vormt het de civil parish Willingale. Willingale heeft een kleine dorpskern en wat verspreid liggende groepjes gebouwen. De parochies grenzen aan elkaar en de twee dorpskerken staan op een onderlinge afstand van 46 m op hetzelfde kerkhof. Op de afbeelding links vormt het hek de scheiding tussen "Doe" en "Spain", twee voetpaden leiden naar twee kerken.
De aan de heilige Christoffel gewijde parochiekerk, waarvan schip en priesterkoor rond 1320 zijn gebouwd, werd midden negentiende eeuw uitgebreid en gerenoveerd. 
Het is thans de dorpskerk van geheel Willingale; de kerk van Willingale Spain wordt alleen bij speciale gelegenheden gebruikt.